# Ordem do Banho
A Honorabilíssima Ordem do Banho (em inglês, Most Honourable Order of the Bath), anteriormente conhecida como a Honorabilíssima Ordem Militar do Banho, também conhecida como Ordem de Bath, é uma Ordem de Cavalaria britânica fundada por Jorge I em 18 de maio de 1725. O nome deriva da cerimônia medieval para a nomeação de cavaleiro, que incluía o banho (bath, em inglês), símbolo de purificação, como um de seus elementos. Os cavaleiros assim consagrados ficavam conhecidos como os Cavaleiros do Banho.
Jorge I "regularizou os Cavaleiros do Banho como Ordem Militar". Ele não reviveu (como é normal afirmar) a Ordem do Banho, já que nunca existiu como ordem, no sentido de um corpo de cavaleiros regidos por um conjunto de estatutos e cujo número era reposto quando havia vacância.
A ordem consta do soberano (o soberano britânico), do grão-mestre (atualmente o Príncipe de Gales), e de três classes de membros:
- Cavaleiro-Grã-Cruz ou Dama-Grã-Cruz (GCB)
- Cavaleiro-Comendador ou Dama-Comendadora (KCB ou DCB)
- Companheiro ou Companheira (CB)

Os membros pertencem tanto à divisão militar como à civil. Antes de 1815, a ordem tinha uma única classe, cavaleiros companheiros (KB), que já não existe. Os agraciados da ordem são normalmente oficiais militares veteranos ou civis.
A Ordem do Banho é a quarta mais antiga das Ordens britânicas de cavalaria, mais recente que a A Mais Nobre Ordem da Jarreteira, A Mais Antiga e Mais Nobre Ordem do Cardo, e a A Mais Ilustre Ordem de São Patrício. A última das mencionadas ordens, relacionada à Irlanda, está em desuso desde a formação do Estado Livre Irlandês. Somente dois foram nomeados cavaleiros até 1922, ambos filhos de Jorge V, mediante a aprovação do governo irlandês; o último membro sobrevivente (Henrique, Duque de Gloucester, que era também Grande Mestre da Ordem do Banho) morreu em 1974.

## História

### Cavaleiros do Banho

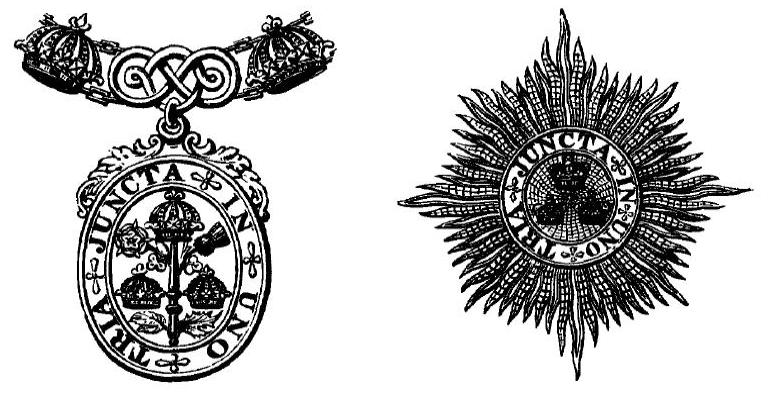
A Grande Cruz da Ordem do Banho, para a divisão civil, desenho de 1884.

Na Idade Média o título de cavaleiro era concedido com sofisticadas cerimônias. Para tornar-se um cavaleiro, tomava-se um banho (possivelmente simbolizando a purificação espiritual) durante a qual era instruído nas tarefas de cavalaria por cavaleiros mais antigos. Era levado à cama para secar-se. Vestido com uma bata especial, era levado com música à capela onde passaria a noite em vigília. Ao amanhecer, confessava-se e assistia a uma missa, então se recolhia aos aposentos para dormir até que fosse totalmente dia. Era levado, então, ante o rei, que, depois de dar instruções a dois cavaleiros veteranos de prender a ordem no cavaleiro eleito, mais um cinturão, tocava-lhe nos ombros (com uma mão ou com uma espada), fazendo-o cavaleiro. Essa "homenagem" era o ato principal na criação de um cavaleiro, que se desenvolveu para uma cerimônia mais simples, conferindo-se a cavalaria simplesmente golpeando ou tocando no ombro com uma espada para ser cavaleiro, ou "inclinando-se" o cavaleiro, como ainda se faz hoje. No princípio da era medieval as diferenças eram que a cerimônia completa só se usava para pessoas das famílias mais nobres.

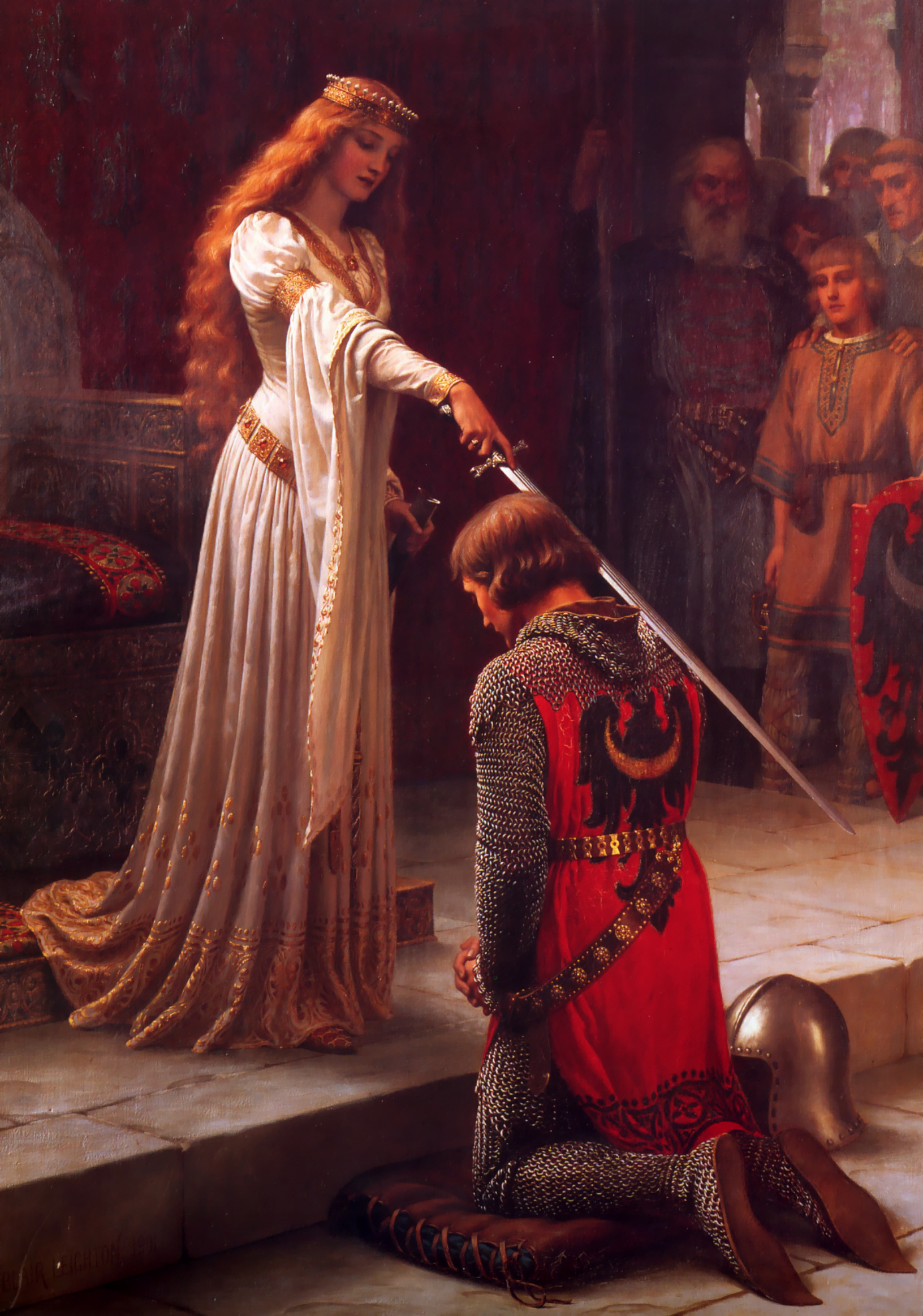
Uma pintura de Edmund Leighton representando uma cena fictícia de um cavaleiro recebendo a homenagem ("The Accolade" (1901)).

Desde a coroação de Henrique IV em 1399, a cerimônia completa ficou restrita para ocasiões reais de grande importância, como a coroação de um monarca britânico, investiduras do Príncipe de Gales ou Duques reais, e bodas reais, e os cavaleiros assim investidos eram conhecidos como cavaleiros do Banho. Os cavaleiros licenciados continuaram sendo criados com uma cerimônia mais simples. A última ocasião na qual os cavaleiros do Banho foram investidos foi na coroação de Carlos II em 1661.
Desde pelo menos 1625, e, provavelmente, desde o reinado de Jaime VI & I, os cavaleiros do Banho usam o lema Tria iuncta in uno (latim para "Três unidos em um"), e carregando como insígnia três coroas num plano oval de ouro. Esse foi adotado pela Ordem do Banho; um desenho similar da insígnia é hoje vestido pelos membros da divisão civil. Seu simbolismo entretanto não está totalmente claro. A frase "Três unidos em um" pode ser uma referência aos reinos da Inglaterra, Escócia e França ou Irlanda, que era sustentada (ou reclamada, no caso da França) pelos monarcas britânicos. Isso corresponderia às três coroas da insígnia. Outra explicação do lema é que se refere à Santíssima Trindade. Nicolás cita uma fonte (mesmo que cético quanto a ela) que reivindica que, anteriormente a Jaime I, o lema era Tria numina iuncta in uno (três poderes/deuses unidos em um), mas, desde o reinado de Jaime I, se eliminou a palavra numina e o lema veio a significar Tria [regna] iuncta in uno (três reinos unidos em um).

### Fundação da ordem
O precursor no estabelecimento da ordem foi John Anstis, rei-d'armas da Jarreteira, o maior oficial heráldico da Inglaterra.[carece de fontes?] Sir Anthony Wagner, um titular da Ordem da Jarreteira, escreveu as motivações de Anstis:
| “ | Segundo a opinião de Martin Leake, as dificuldades e oposições que Anstis encontrou para pertencer à Jarreteira o enfrentou com os arautos de forma que, quando ao final teve êxito em 1718, seu principal objetivo foi engrandecer a si e seu gabinete a suas expensas. É claro, pelo menos, que ele intentou tornar-se indispensável para o Earl Marshal, que não era difícil, sendo seus princípios políticos congruentes e sua amizade já estabelecida, mas também para Sir Robert Walpole, o ministro whig, o qual poderia não ter sido fácil, considerando sua proximidade com o pretendente a as circunstâncias sob as quais havia entrado no gabinete (…) O principal objetivo do seguinte movimento de Anstis, a ressurreição ou instituição da Ordem do Banho foi que, provavelmente com este feito, assegurou o congraçamento com o todo-poderoso primeiro-ministro sir Robert Walpole. | ” |

O uso de honras no princípio do século XVIII diferia consideravelmente do moderno sistema de honras, no qual centenas de pessoas recebiam a cada ano honras com base em ações meritórias.[carece de fontes?]
As únicas honras disponíveis naquele tempo eram títulos de nobreza e baronatos hereditários, cavalarias e a Ordem da Jarreteira (ou a Ordem do Cardo-selvagem, para os escoceses), nenhum dos quais foi concedido em grande número (Jarreteira e Cardo estavam limitados a 24 e 16 membros vivos, respectivamente.)[carece de fontes?] O contorno político era também bastante diferente do de hoje:[carece de fontes?]
| “ | O soberano, todavia, exercia um poder para ser tido em conta durante o século XVIII. A corte permaneceu no centro do mundo político. O rei estava limitado ao passo que tinha que eleger os ministros que dirigiriam uma maioria no parlamento, mas a eleição era sua. O líder de uma administração, todavia, tinha que dispor da aprovação e confiança pessoal do rei. Um parlamento forte dependia da capacidade de fornecer locais, pensões e outros sinais de favor real aos partidários do governo. | ” |

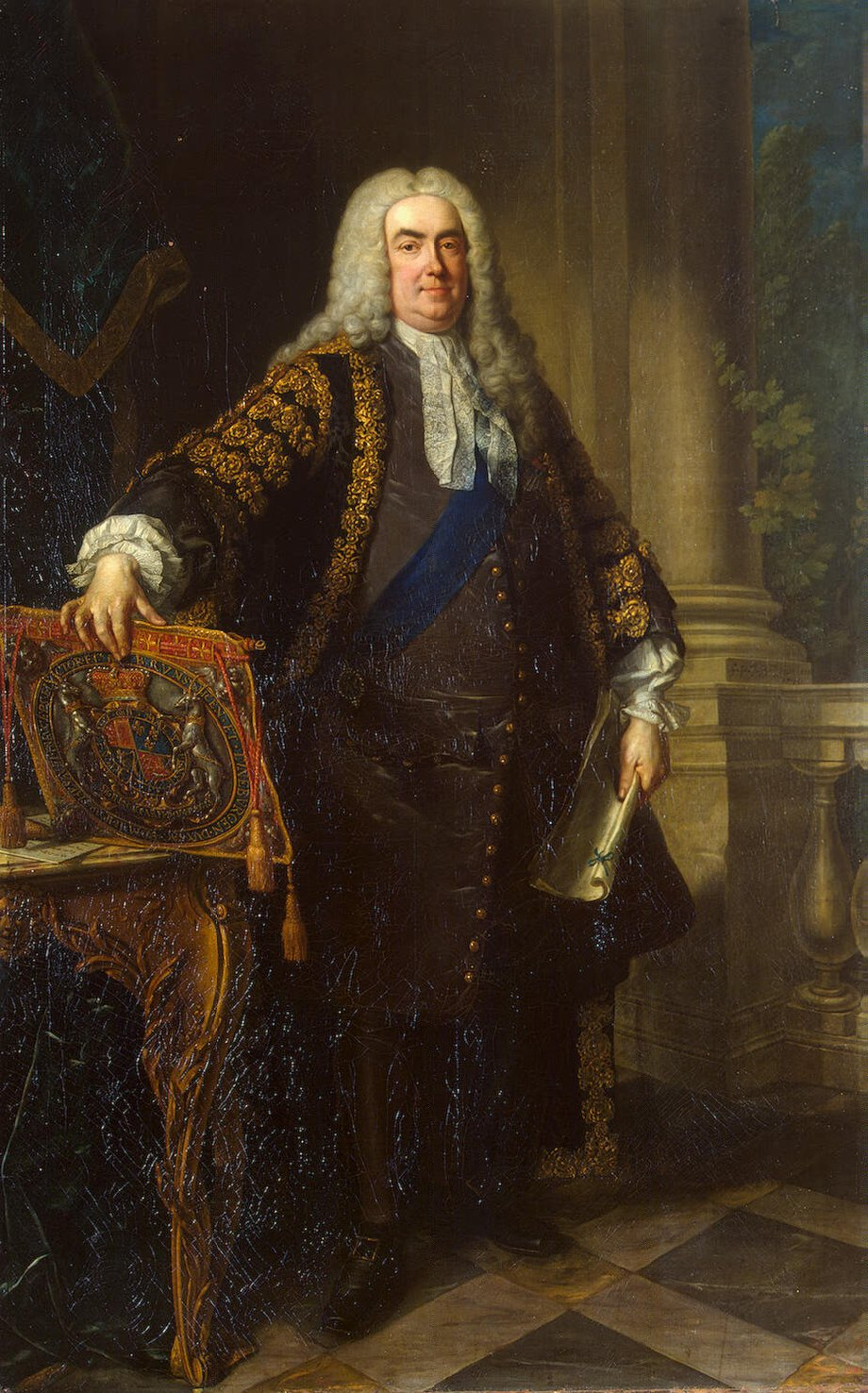
Sir Robert Walpole, o primeiro Primeiro-Ministro britânico, que usou a Ordem do Banho como uma fonte de patrocínio político.

A atração de Walpole pela nova ordem era que lhe proporcionaria uma fonte de favores que fortaleceria sua posição política. Jorge I agradeceu o propósito de Walpole, Anstis foi comissionado para esboçar os estatutos para a Ordem do Banho. Como anotado acima, adotou o lema e a insígnia usadas pelos cavaleiros do Banho, assim como a cor da fita e o manto, e a cerimônia para a investidura de cavaleiro. O resto dos estatutos se baseavam, sobretudo, nos da Ordem da Jarreteira, da qual era oficial (como rei-d'armas da Jarreteira). A ordem foi fundada por cartas de patente sob o Grande Selo firmado em 18 de maio de 1725, e os estatutos promulgados na semana seguinte.
Da ordem, inicialmente, constou o soberano, um príncipe de sangue real como cavaleiro principal, um grão-mestre e trinta e cinco cavaleiros companheiros. Sete oficiais estavam associados à ordem. Isso proporcionava outra oportunidade de patrocínio político. Apesar do feito de que Banho era representada como uma ordem militar, poucos oficiais militares estavam entre as nomeações iniciais. Eles podiam ser divididos em categorias como segue (note que alguns estão classificados em mais de uma categoria):
- membros da Câmara dos Comuns: 14
- a família real britânica ou agregados: 11
- diplomatas: 4
- a família Walpole, incluindo o Primeiro-ministro do Reino Unido: 3
- oficiais da Marinha Real Britânica e do Exército Britânico: 3
- nobres irlandeses: 2
- cavaleiros do país com nomeações na corte: 2

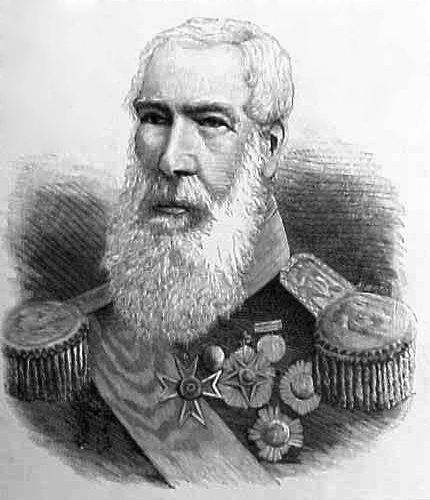
Sir George Rose Sartorius, o Conde de Penha Firme, feito cavaleiro da Grande Cruz.

A maioria dos novos cavaleiros companheiros foram nomeados pelo rei e investidos com suas galhardias e insígnias em 27 de maio de 1725. Ainda que os estatutos estabelecessem a cerimônia medieval completa que era usada para criar cavaleiros, esta não era levada a cabo, e realmente é possível que nunca se tenha pretendido tal, pois os estatutos originais continham uma provisão, permitindo ao grão-mestre dispensar os cavaleiros companheiros dessas cerimônias. Os cavaleiros originais eram dispensados de toda a cerimônia medieval exceto da Instalação, que era executada na capela da ordem, a capela de Henrique VII na Abadia de Westminster, todo 17 de junho. Esse precedente teve lugar até 1812, depois do que também foram dispensados da Instalação, até seu ressurgimento no século XX. As cerimônias, entretanto, seguiram formando parte dos estatutos até 1847.
Mesmo que as nomeações iniciais da ordem fossem sobretudo políticas, desde 1770 se incrementaram as nomeações da ordem por êxitos navais, militares ou diplomáticos. Isso ocorreu em parte devido aos conflitos em que a Grã-Bretanha estava envolvida durante este período. A Guerra Peninsular causou tantos candidatos por méritos à Ordem do Banho que se promulgou um estatuto para a nomeação de cavaleiros extra em tempo de guerra, que eram adicionais aos limites numéricos impostos pelos estatutos, e cujo número não estava sujeito a nenhuma restrição. Outro estatuto, promulgado oitenta anos antes, incluiu uma nota militar à ordem. Cada cavaleiro era requerido, sob certas condições, para instruir e dar suporte a quatro homens de armas por um período que não passava de 42 dias no ano, para servir em qualquer parte da Grã-Bretanha. Essa companhia era capitaneada pelo grão-mestre, que tinha que prover quatro trompeteiros e nomear oito oficiais para esse corpo, não obstante o estatuto nunca ter sido invocado.

### Reestruturação em 1815
Em 1815, com o fim das Guerras Napoleônicas, o Príncipe-Regente (posteriormente Jorge IV) ampliou a Ordem do Banho.[carece de fontes?]
| “ | Ao final, aqueles oficiais que tiveram a oportunidade de destacarem-se por grandes serviços durante a última guerra podiam compartilhar as honras de dita ordem, e seus nomes ficariam gravados para a posteridade, acompanhados de sinais de distinção que haviam ganhado nobremente. | ” |

Na ordem constavam agora de três classes: cavaleiros grã-cruz, cavaleiros comandantes e companheiros. Os cavaleiros companheiros existentes (dos quais havia 60) se converteram em cavaleiros grã-cruz; essa classe foi limitada a 72 membros, dos quais doze eram nomeados por serviços civis ou diplomáticos. Os membros militares teriam que ter, pelo menos, a patente de general de divisão ou contra-almirante. Os cavaleiros comandantes estavam limitados a 180, excluindo estrangeiros com comissões britânicas, até dez que podiam ser nomeados cavaleiros comandantes honorários. Tinham que ter a patente de tenente-coronel ou de capitão de fragata. O número de companheiros não estava especificado, mas teriam que ter recebido uma medalha ou ter sido mencionado nos despachos desde o começo da guerra em 1803. Uma lista com 500 nomes foi publicada mais tarde. Foram nomeados também dois oficiais, um "oficial de armas para atender aos cavaleiros comandantes e companheiros" e um "secretário para os cavaleiros comandantes e companheiros". O grande incremento nos números causou algumas queixas, alegando que tal expansão reduziria o prestígio da ordem.

### A era vitoriana

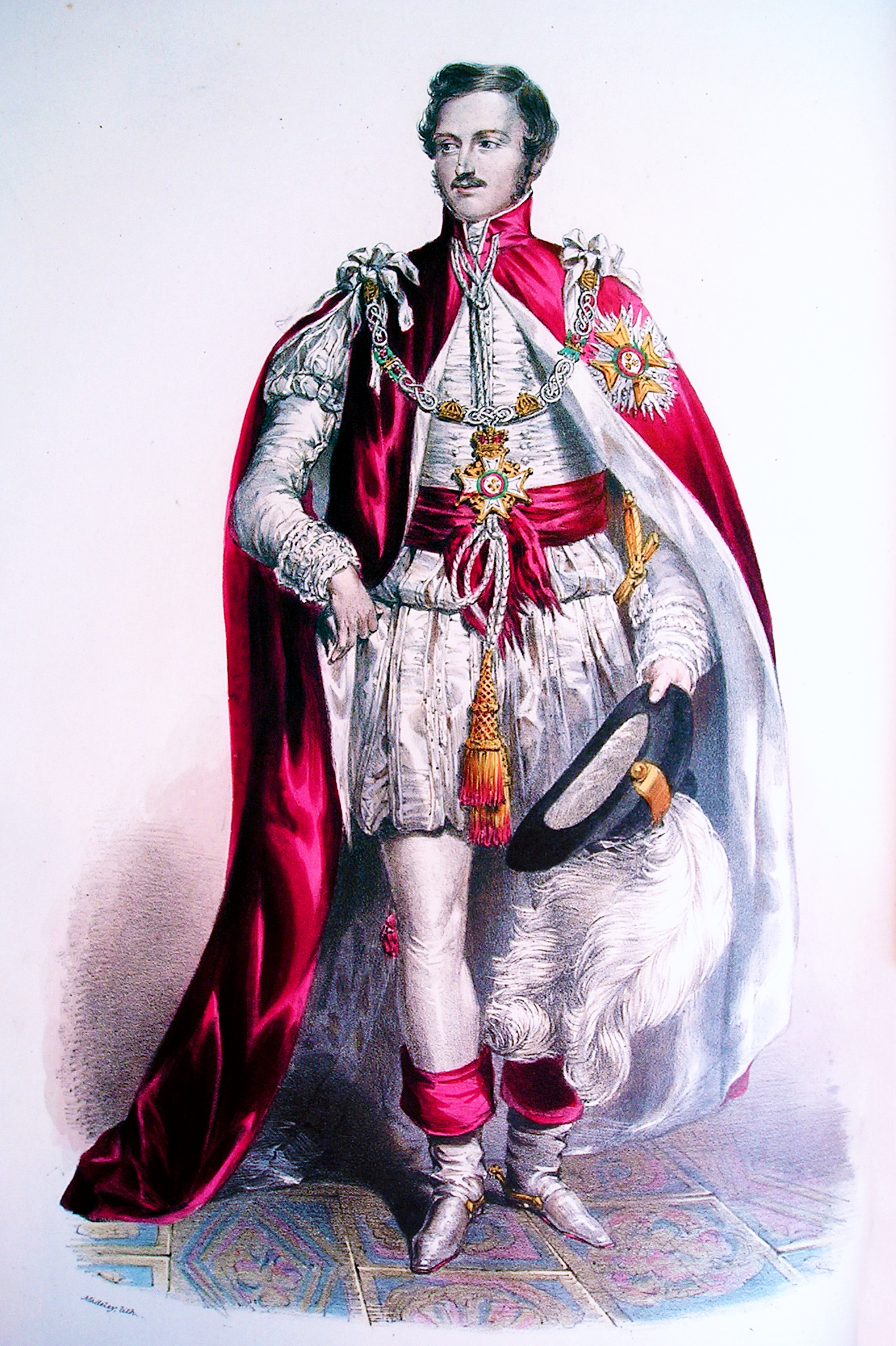
Cavaleiros grã-cruz vestem os mantos sobre os trajes, nos tempos atuais. Durante o século XIX, como se representa acima pelo príncipe Alberto, os vestiam sobre imitações de vestimentas do século XVII.

Em 1847, a rainha Vitória promulgou novos estatutos eliminando toda referência a uma ordem exclusivamente militar. Também apagou a palavra 'Militar' do nome da ordem; isso abriu os graus de cavaleiro comandante ou companheiro a nomeações civis e se estabeleceram as divisões militar e civil da ordem. Foram impostos novos limites numéricos, e aproveitou-se a oportunidade para regularizar a extensão de 1815 da ordem Os estatutos de 1847 também aboliram todo o ritual medieval; entretanto, se introduziu uma cerimônia de investidura oficial, dirigida pelo soberano vestindo o manto e a insígnia da ordem, atendido pelos oficiais e tantos GCBs como fosse possível, com seus mantos..
Em 1859, foi publicada uma nova edição dos estatutos; as mudanças estavam relacionadas principalmente aos gastos associados à ordem. Anteriormente, a política era de que a insígnia (proporcionada pela coroa) teria que ser devolvida com a morte do proprietário; a exceção eram os estrangeiros que tinham sido condecorados como membros honorários. Além disso, aos estrangeiros eram dadas estrelas feitas de prata e diamantes, enquanto para os membros ordinários eram dadas estrelas bordadas. A decisão foi para conceder estrelas de prata a todos os membros, e somente requerer a devolução do colar. A Coroa também pagava os honorários aos oficiais da ordem que tinham sido designados para os serviços na guerra recente. Os honorários foram abolidos e reempregados com um salário, aproximadamente do mesmo valor. Os ofícios de genealogista e mensageiro foram abolidos, e os de registrador e secretário unificados.

### Século XX
Em 1910, depois de sua ascensão ao trono, Jorge V ordenou ressuscitar a cerimônia de Instalação, talvez movido pela primeira cerimônia de instalação da Ordem de São Miguel e São Jorge, ordem que era mais recente, celebrada alguns anos antes, e a construção de uma nova capela para a Ordem de Thistle em 1911. A cerimônia de Instalação teve lugar em 22 de julho de 1913 na Capela Henrique VII, e foram celebrados regularmente desde então. Anteriormente à Instalação de 1913, foi necessário adaptar a capela para acomodar ao grande número de membros. Foi feita uma petição aos membros da Ordem e na Instalação seguinte, se eliminou o excedente. Formou-se um comitê de oficiais para administrar os 'Fundos da Capela de Bath', e com o tempo o comitê se encarregou de assuntos que não eram só financeiros.
Realizou-se outra revisão dos estatutos da Ordem em 1925, para consolidar os 41 estatutos adicionais que foram promulgados desde a revisão de 1859.
As mulheres foram admitidas na Ordem em 1971. Em 1975, a princesa Alice, Duquesa de Gloucester, uma das tias de Isabel II, se tornou a primeira a alcançar o posto mais alto, Dama da Grande Cruz. A princesa Alice (cujo nome de solteira era lady Alicia Douglas-Montagu-Scott) era descendente direta do primeiro Grande Mestre da Ordem, e seu marido, falecido no ano anterior, também havia ostentado esta ordem.[carece de fontes?]

## Composição

### Soberano
O monarca britânico é o Soberano da Ordem do Banho. Como com todas as honras exceto aqueles que são distinção pessoal do soberano, o soberano faz todas as nomeações da Ordem sob o conselho do governo.[carece de fontes?]

### Grande Mestre
O seguinte membro mais antigo da Ordem é o Grande Mestre, dos quais foram nove:
- 1725 – 1749: John Montagu, 2º Duque de Montagu[52]
- 1749 – 1767: (vago)
- 1767 – 1827: Príncipe Frederico
- 1827 – 1830: Guilherme, Duque de Clarence e St. Andrews (posteriormente rei Guilherme IV)
- 1830 – 1837: (vago)
- 1837 – 1843: Príncipe Augusto Frederico, duque de Sussex
- 1843 – 1861: Príncipe Alberto, o Príncipe Consorte[53]
- 1861 – 1897: (vago)
- 1897 – 1901: Alberto Eduardo, Príncipe de Gales (posteriormente rei Eduardo VII)[54]
- 1901 – 1942: Príncipe Artur, Duque de Connaught[55]
- 1942 – 1974: Príncipe Henrique, Duque de Gloucester[56]
- 1974 – 2022: Carlos, Príncipe de Gales[7]
- (Posteriormente rei Charles III)
- (Vago)

Originalmente, um Príncipe de Sangue Real, como o Cavaleiro Companheiro Principal, alinhado logo após o soberano. Essa posição se unificou com a de Grande Mestre nos estatutos de 1847. O Grande Mestre e Cavaleiro Principal são ou descendente de Jorge I ou "algum outro personagem destacado"; o titular do ofício tem a custódia do selo da ordem e é responsável de fazer cumprir os estatutos.

### Membros

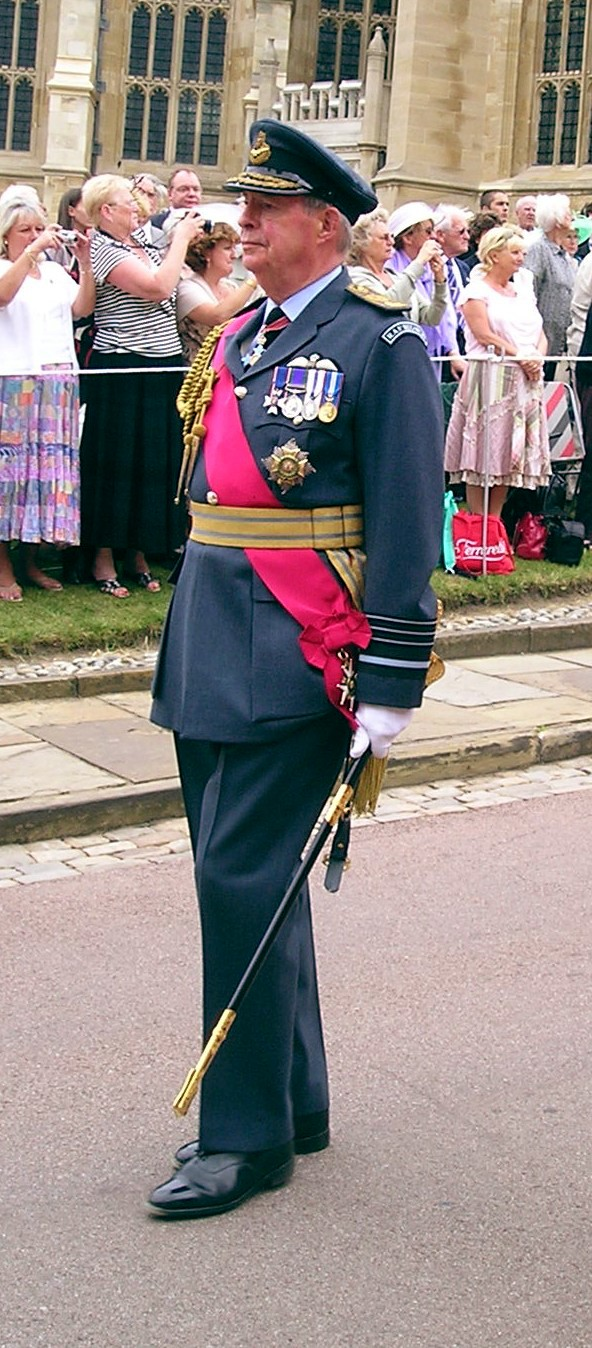
Marechal em Chefe do Ar Sir Richard Johns, vestindo a estrela, faixa e insígnia de um Cavaleiro da Grande Cruz militar da Ordem do Banho.

Os estatutos também têm em conta o seguinte:
- 120 Cavaleiros ou Damas da Grande Cruz (GCB), (dos quais o Grande Mestre é o primeiro e principal)
- 355 Cavaleiros Comandantes (KCB) ou Damas Comandantes (DCB)
- 1 925 Companheiros(CB)

Os membros regulares estão limitados aos cidadãos do Reino Unido e países da Commonwealth.[carece de fontes?]
Os membros nomeados para a divisão civil se devem "a seus serviços pessoais à coroa ou pela execução de ações públicas que mereçam o favor real".
As nomeações da divisão militar estão restritas pelo posto do indivíduo. GCBs devem ter a patente de Contra-almirante, General de Divisão ou Vice Marechal do Ar. KCBs devem ter o posto de Capitão na Marinha, Coronel no Exército ou Marinha, ou Capitão de Grupo na Força Aérea. CBs devem ter o posto de Tenente Chefe, Comandante ou Líder de Esquadrão, e também deve ter sido mencionado nos despachos por distinções em posições de comando em situação de combate. Os oficiais que não estão na primeira linha (p.e. engenheiros, médicos) podem ser nomeados por méritos em tempo de guerra.
Os estrangeiros que não são da Commonwealth podem ser membros honorários. A rainha Isabel II estabeleceu o costume de condecorar com um GCB honorário a chefes de estado de visita, por exemplo, Ernesto Geisel (em 1976), Ronald Reagan (em 1989), Lech Wałęsa (em 1991), Fernando Henrique Cardoso e George H. W. Bush (em 1993). Aos generais estrangeiros também é dado uma nomeação honorária da Ordem, por exemplo Dwight D. Eisenhower e Douglas MacArthur depois da Segunda Guerra Mundial, e Norman Schwarzkopf e Colin Powell depois da Guerra do Golfo.
Os membros honorários não contam para os limites numéricos de cada classe. Em aditivo os estatutos permitem ao soberano exceder os limites em tempos de guerra ou outras circunstâncias excepcionais.

### Oficiais
A Ordem do Banho tem, atualmente, seis oficiais:
- O Decano
- O Rei de Armas
- O Registrador e Secretário
- O Vice-secretário
- O Genealogista
- O Cavalheiro Ostiário do Bastão Escarlate

O ofício do Decano é também o de Decano de Westminster. O Rei de Armas, responsável pela heraldia, é conhecido como Rei de Armas de Bath; ele não é, contudo, um membro do Colégio de Armas, como alguns heraldos. O Cavaleiro da Ordem é conhecido como o Cavalheiro Ostiário do Bastão Escarlate; ele não tem tarefas semelhantes ao da Jarreteira (O Cavalheiro Ostiário do Bastão Negro) e nenhuma tarefa na Câmara dos Lordes.[carece de fontes?]
Originalmente, havia sete oficiais, cada um dos quais recebia honorários dos Cavaleiros Companheiros tanto pela nomeação como a cada ano, após a nomeação. O ofício de Mensageiro foi abolido em 1859. O ofício de Genealogista foi abolido na mesma época, mas ressurgiu em 1913. Os ofícios de Registrador e Secretário foram unidos formalmente em 1859, ainda que os dois postos tenham se mantido paralelamente durante o século anterior. Ficou estabelecido um Oficial de Armas e um Secretário para os Cavaleiros Comandantes em 1815, mas foi abolido em 1847. O ofício de vice-secretário foi criado em 1925.[carece de fontes?]
Sob os reinados da dinastia de Hanôver, havia também ofícios heráldicos. O ofício de Heraldo de Armas Blanc Coursier estava associado ao de Genealogista, o Heraldo de Armas Brunswick ao de Cavalheiro Ostiário, e o Rei de Armas de Bath ao de Rei de Armas de Gloucester com jurisdição heráldica sobre Gales. Isso foi o resultado de um movimento de Anstis para dar aos titulares destes serviços maior segurança; os ofícios da Ordem eram prerrogativas do Grande Mestre, entretanto as nomeações de ofícios heráldicos era feitas pelo rei sob o Selo Real e eram vitalícios.

## Vestimentas e acessórios

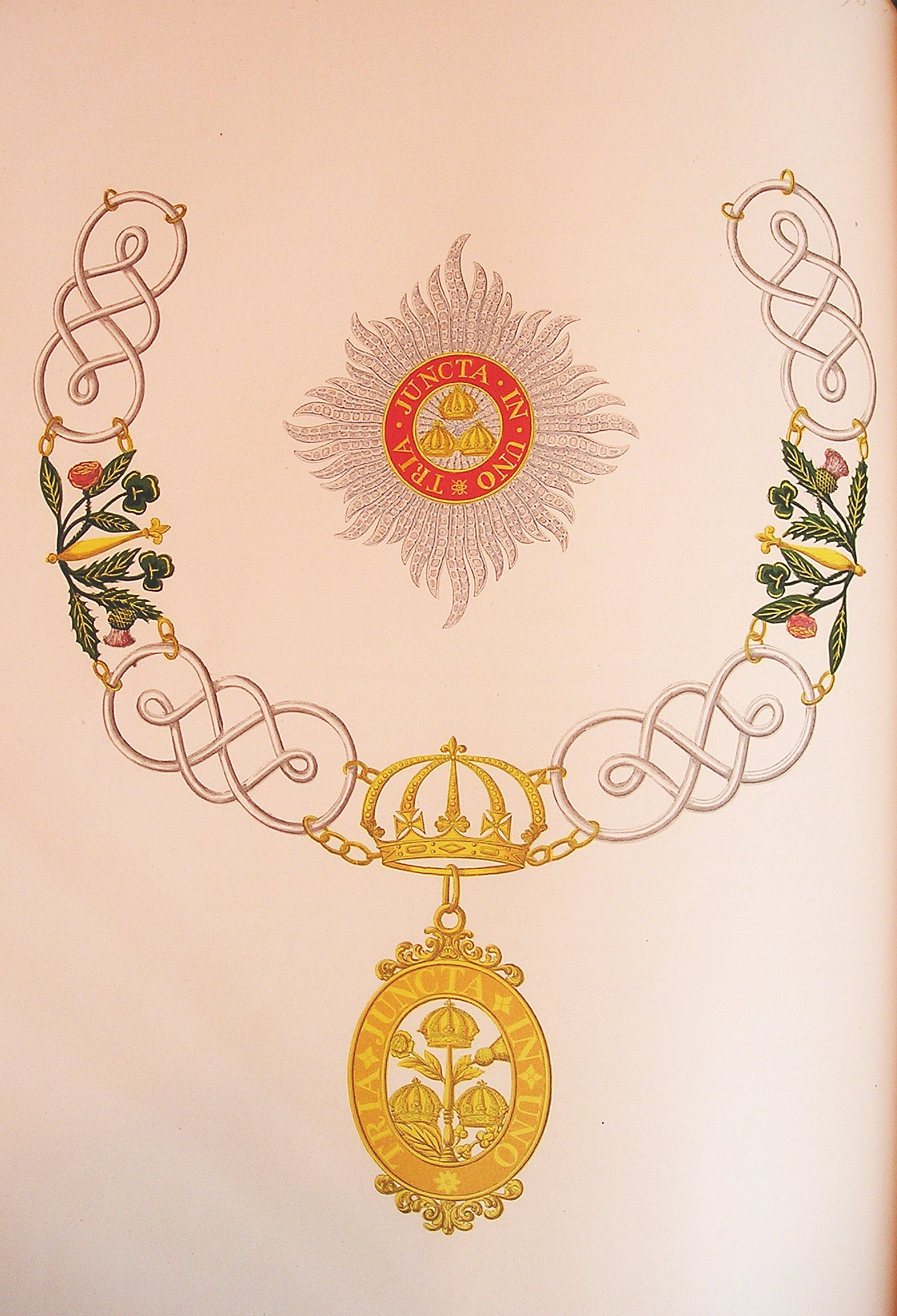
A insígnia de um Cavaleiro da Grande Cruz da divisão civil da ordem.

Os membros da Ordem vestem roupas elaboradas para as ocasiões importantes (tais como as cerimônias de instalação a cada quatro anos e coroações), a qual variava segundo o posto:
- O manto é vestido somente por Cavaleiros e Damas da Grande Cruz, feito de raso carmesim forrado com tafetá branco. No lado esquerdo tem uma representação da estrela. A capa é atada com duas borlas grandes.[75]
- O chapéu, vestido somente por Cavaleiros e Damas da Grande Cruz e Cavaleiros e Damas Comandantes, é feito de veludo preto; inclui um penacho de plumas erguido.[76]
- O colar, usado somente por Cavaleiros e Damas da Grande Cruz, feito de ouro e pesa 30 Onça (933 g). Consiste no desenho de nove coroas imperiais e oito conjuntos de flores (rosas para Inglaterra, cardos para Escócia e trevos para Irlanda), unidos por dezessete nós de prata.[75]

Em ocasiões menos importantes, usa-se uma insígnia mais simples:
- A estrela é usada somente por Cavaleiros e Damas da Grande Cruz e Cavaleiros e Damas Comandantes. Seu estilo varia por posto e divisão; é levado preso no peito do lado esquerdo:
  - A estrela para  Cavaleiros e Damas da Grande Cruz militares consta de uma Cruz de Malta no alto de uma estrela de prata de oito pontas; a estrela para os Cavaleiros e Damas Comandantes militares é uma cruz pattée de oito pontas em prata. Cada uma mostra no centro três coroas rodeadas por um anel vermelho mostrando o lema da Ordem em letras de ouro. O círculo está ladeado por duas coroas de laurel e sobre uma volta mostrando as palavras Ich dien (em alemão antigo, "Eu sirvo") em letras de ouro.[75]
  - A estrela para Cavaleiros e Damas da Grande Cruz civis consiste em uma estrela de prata de oito pontas, sem a cruz de Malta; a estrela para os Cavaleiros e Damas Comandantes civis é uma cruz pattée de prata de oito pontas. O desenho de cada uma é o mesmo que o da militar, exceto que não tem o laurel e as palavras Ich dien.[75]

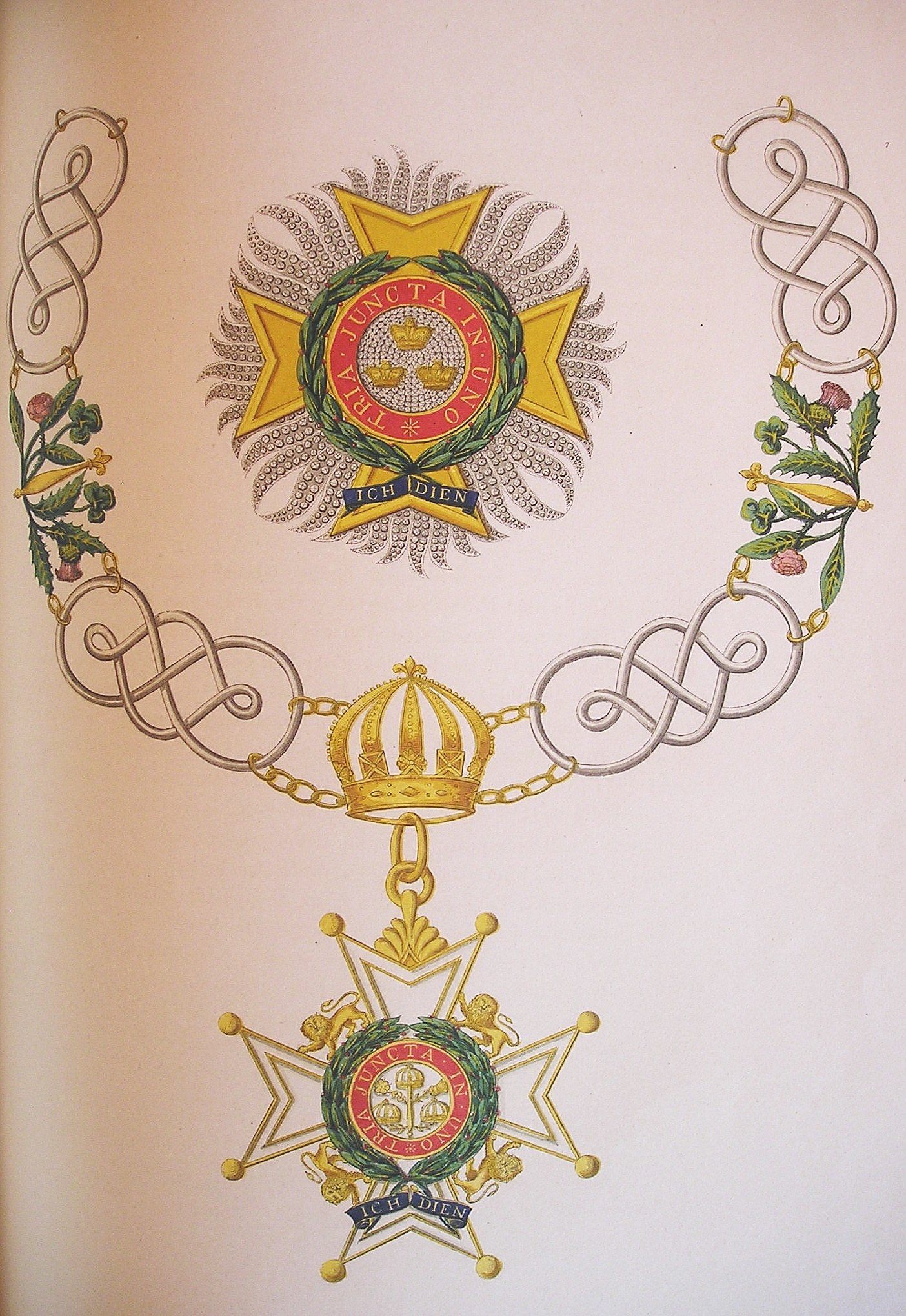
A insígnia de um Cavaleiro da Grande Cruz da divisão militar da ordem.

- A insígnia varia no desenho, tamanho e forma de vestir por posto e divisão. A insígnia do Cavaleiro e Dama da Grande Cruz é maior que a do Cavaleiro e Dama Comandante, que por sua vez é maior que a do Companheiro;[77] no entanto, todas dentro de uma fita carmesim. Os Cavaleiros e Damas da Grande Cruz levam a insígnia em uma faixa, que vai do ombro direito à perna esquerda.[75] Os Cavaleiros Comandantes e Companheiros masculinos levam a insígnia numa faixa atada ao redor do pescoço. As Damas Comandantes e Companheiras femininos levam a insígnia num laço no lado esquerdo:
  - A insígnia militar é uma Cruz de Malta de oito pontas de ouro, esmaltada em branco. Cada ponta da cruz está decorada com uma pequena esfera de ouro; cada ângulo tem uma pequena figura de um leão. O centro da coroa mostra três coroas no lado anverso, e uma rosa, um cardo e um trevo, emanando de um cetro no verso. Ambos emblemas estão rodeados por um anel circular vermelho mostrando o lema da Ordem, que por sua vez está ladeado por duas coroas de laurel e sobre uma volta mostrando as palavras Ich dien em letras de ouro.[75]
  - A insígnia civil é um plano oval de ouro, levando três coroas no anverso, e uma rosa, um cardo e um trevo, emanando de um cetro no verso; ambos emblemas estão rodeados por um anel mostrando o lema da Ordem.[75]

Para certos "dias do colar" designado pelo soberano, os membros que assistam a eventos formais podem levar o colar da Ordem sobre seu uniforme militar ou traje de gala. Quando se leva o colar (seja nos dias do colar ou ocasiões formais como coroações), a insígnia estará suspensa pelo colar.
Os colares e insígnias de Cavaleiros e Damas da Grande Cruz são devolvidas à Chancelaria Central das Ordens de Cavalaria, com a morte de seus possuidores. As outras insígnias poderiam ser mantidas por seus proprietários.

## Capela

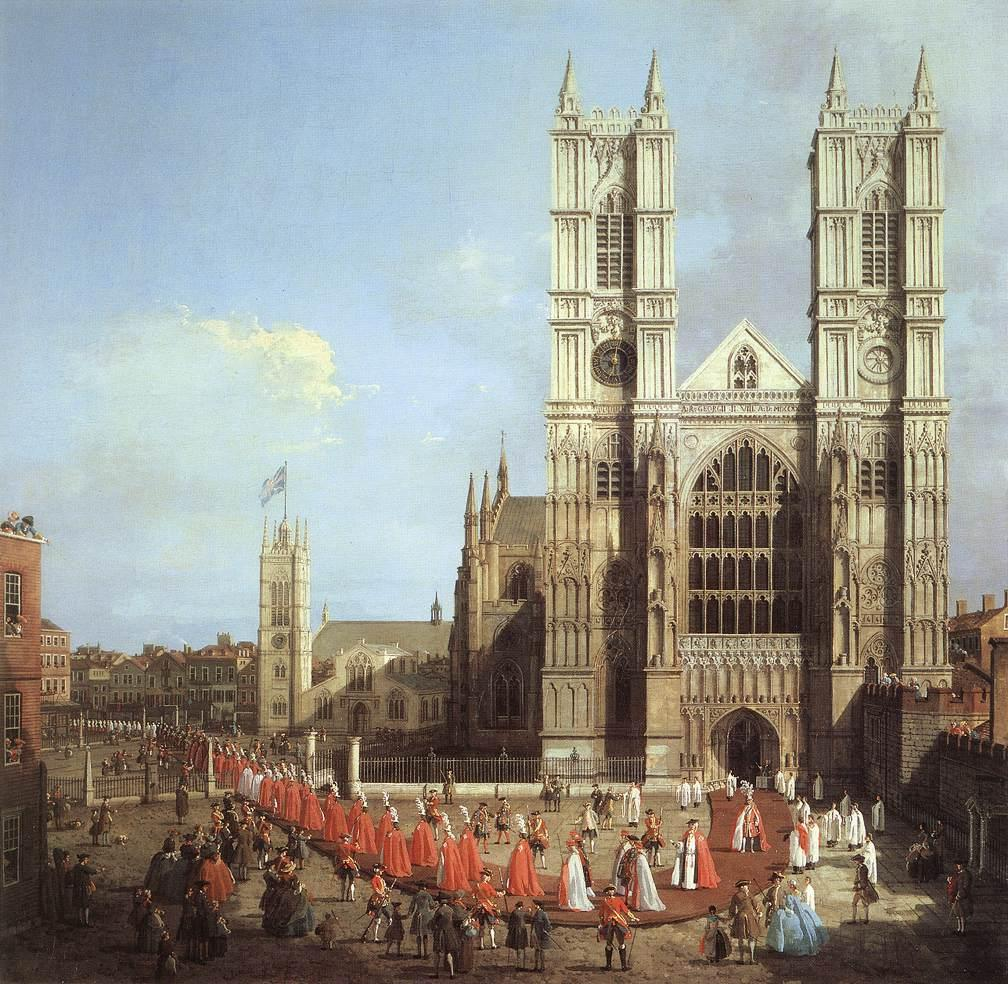
Abadia de Westminster tendo uma procissão de Cavaleiros do Banho, por Canaletto, 1749.

A Capela da Ordem é a Capela Lady de Henrique VII na Abadia de Westminster. A cada quatro anos, há na capela uma cerimônia de instalação, presidida pelo Grande Mestre, e um serviço religioso; o Soberano assiste de forma alternada às cerimônias. O último serviço foi em maio de 2014 e foi assistido pela Rainha Isabel II. Ao Soberano e cada cavaleiro que foi instalado há um posto no coral da capela. Como há um número limitado de postos, somente os membros mais antigos dos Cavaleiros e Damas da Grande Cruz são instalados. Se um posto fica vago pela morte de um Cavaleiro da Grande Cruz militar, é oferecido ao seguinte GCB militar mais antigo que não esteja instalado, e de maneira similar para as vagas entre os GCBs civis. A espera entre a admissão e a Instalação pode ser muito longa; p.ex., David Craig, Barão Craig de Radley, que foi nomeado Cavaleiro da Grande Cruz em 1984, mas seria instalado somente em 2006.
Sobre cada posto, se abrem os elementos heráldicos do ocupante. Pendurado no pináculo do posto do cavaleiro está seu elmo, decorado com um lambrequim e coroado por sua tiara. Sob as leis heráldicas inglesas, as mulheres, fora as esposas dos monarcas, não levam elmos ou tiaras; no seu lugar, a dama usa a diadema apropriada ao posto (se é nobre ou membro da família real).
Sobre a tiara ou diadema, é desfraldado o estandarte heráldico do cavaleiro ou dama, descrito com seu escudo de armas. A menor escala à espalda do posto se fixa uma peça de latão (uma "placa de posto") constando o nome do ocupante, armas e data de admissão à Ordem.[carece de fontes?]
Com a morte de um cavaleiro, a bandeira, elmo, lambrequim e tiara (ou diadema ou coroa) são baixados. Entretanto, as placas de posto não são retiradas; pelo contrário, ficam pregadas em algum lugar do posto, assim os postos da capela estão ornamentados com um arquivo colorido dos Cavaleiros da Ordem (e agora Ladies) ao longo da história.[carece de fontes?]
Quando se estabeleceu o grau de Cavaleiro Comandante em 1815 o regulamento especificava que deviam ter também uma bandeira e placa de posto pregada na capela. Isso nunca foi implementado (ainda que alguns dos KCBs tenham pago os honorários apropriados) principalmente devido à falta de espaço, mesmo que os estatutos de 1847 permitisse às três classes pedir que se erigisse uma placa na capela mostrando o nome do membro, data de nomeação, e (para as duas classes superiores) opcionalmente, o escudo de armas.

## Prioridade e privilégios
Os membros da Ordem do Banho têm posições assinaladas em ordem de prioridade. As esposas de membros masculinos também figuram na ordem de preferência, como seus filhos, filhas e noras dos Cavaleiros da Grande Cruz e Cavaleiros Comandantes; os familiares de membros femininos, no entanto, não tem assegurado nenhuma preferência especial. Geralmente, se podia herdar a prioridade de pais ou maridos, mas não de mães ou esposas.[carece de fontes?]
Cavaleiros da Grande Cruz e Cavaleiros Comandantes usam o prefixo "Sir," e as Damas da Grande Cruz e Damas Comandantes usam o prefixo "Dama," em seus nomes. As mulheres dos Cavaleiros podem usar o prefixo "Lady" em seus nomes, mas não existe um privilégio equivalente para os maridos das Damas. Tais formalismos não são usados por nobres nem princesas, exceto quando se escreve o nome na sua forma completa. Ademais, os membros honorários e clérigos não recebiam a homenagem de cavalaria.[carece de fontes?]
Cavaleiros e Damas da Grande Cruz usam logo após o nome a sigla "GCB"; Cavaleiros Comandantes usam "KCB"; Damas Comandantes usam "DCB"; Companheiros usam "CB".
Os Cavaleiros e as Damas da Grande Cruz também têm direito a receber suportes heráldicos. E ainda podem rodear suas armas com uma representação da medalha (um círculo vermelho mostrando o lema) com a insígnia e o colar pendurados; o antigo se mostra fora ou em cima do último.[carece de fontes?]
Os Cavaleiros e Damas Comandantes e Companheiros podem visualizar a medalha, mas não o colar, em volta de seus braços. A insígnia se representa pendente do colar ou medalha. Os membros da divisão militar podem rodear a medalha com "duas coroas de laurel emergindo de uma espiral azul com as palavras Ich dien", como aparece na insígnia.[carece de fontes?]
É possível revogar a permanência de um membro da Ordem. Segundo os estatutos de 1725 as razões eram heresia, alta traição, ou desertar do campo de batalha covardemente. Os Cavaleiros Companheiros podiam ser degradados na próxima reunião do Capítulo. Era tarefa do Cavaleiro Ostiário "arrancar a placa de posto do cavaleiro e descarregaria fora da capela" com "todas as marcas correspondentes da infâmia".
Somente duas pessoas foram degradadas — Lord Cochrane em 1813 e Sir Eyre Coote em 1816, ambos por razões políticas, mais que por qualquer outra razão escrita nos estatutos. Lord Cochrane seria reintegrado mais tarde, Coote morreu alguns anos depois de sua degradação.
Segundo os estatutos da Rainha Vitória de 1847, um membro "condenado por traição, covardia, deslealdade, ou qualquer crime infame que desprestigie sua honra como cavaleiro e homem de honra, ou acusado e não comparecendo ao juízo num tempo razoável, deverá ser degradado da Ordem por uma ordenança especial firmada pelo soberano". O soberano era o único juiz, e também tinha o poder de restaurar os ditos membros.
Atualmente, os membros podem ser cancelados ou anulados e a entrada no registro apagada, por uma ordem firmada pelo soberano e selada com o selo da Ordem, sobre a recomendação do ministro correspondente. Tais cancelamentos podem ser, posteriormente, revertidos.
O presidente romeno Nicolae Ceausescu foi despojado de sua GCB honorária pela Rainha Isabel II em 24 de dezembro de 1989. Robert Mugabe, presidente do Zimbábue, foi despojado de sua GCB honorário pela Rainha, a conselho do ministro das Relações Exteriores, David Miliband, em 25 de junho de 2008 "como um sinal de revolta com o desrespeito aos direitos humanos e abjecto desrespeito ao processo democrático no Zimbábue sobre os quais o Presidente Mugabe decidiu.".[carece de fontes?]